# Apfel-Täubling
Der Apfel-Täubling (Russula paludosa) ist eine Pilzart aus der Familie der Täublingsverwandten (Russulaceae). Der mild schmeckende Pilz gehört zu den größten Täublingsarten in Europa und ist ein guter Speisepilz. Junge Exemplare sehen mit ihrer lebhaft roten und gelbroten Färbung aus wie rotbackige Äpfel. Seine Lamellen sind weiß bis cremegelb gefärbt, das Sporenpulver ist hellocker. Der Mykorrhizapilz wächst zwischen Juli und Oktober in feuchten Nadelwäldern.

## Merkmale

### Makroskopische Merkmale
Der Hut wird 5–15, selten bis 20 cm breit und ist jung halbkugelig, später flach gewölbt bis abgeflacht und selbst im Alter in der Mitte nicht oder nur schwach niedergedrückt. Die Huthaut ist auch trocken noch glänzend und bei Feuchtigkeit leicht schmierig. Die Oberfläche ist schwach uneben höckerig und erscheint wie gehämmert. Der Hut ist blut- oder karminrot und in der Mitte oft dunkler als am Rand. Mit der Zeit können die Farben jedoch bis zu einem blassen Orange ausbleichen. Der Hutrand ist glatt und scharf und nur bei alten Fruchtkörpern leicht gerieft. Die Haut ist bis zur Hälfte abziehbar.
Die Lamellen sind bei jungen Pilzen weiß, im Alter blass cremefarben bis gelblich. Sie sind ausgebuchtet angewachsen, weisen viele Zwischenlamellen auf und sind dünn. Die Lamellenschneiden sind glatt und zum Rand hin oft rot überlaufen. Das Sporenpulver ist hellocker (IIIb nach Romagnesi).
Der zylindrische bis schwach keulige, weiße Stiel ist 4–10 cm lang und 1,5–2,5 (3) cm breit. Er ist oft rötlich überhaucht und wird im Alter markig-hohl. Druckstellen können gelblich flecken und im Alter kann der Stiel von der Basis her grauen.
Das Fleisch ist weiß, unter der Huthaut rot und geruchlos. Beim Trocknen riecht es nach gedörrten Apfelschnitzen. Der Geschmack ist mild, mitunter aber schwach bitterlich bis zusammenziehend. Das Fleisch verfärbt sich mit FeSO4 graurosa und mit Guajak olivgrün.

### Mikroskopische Merkmale
Die Sporen sind rundlich bis elliptisch und 7,5–10,3 µm lang und 6,3–8,2 µm breit. Der Q-Wert (Sporenlänge/Sporenbreite) beträgt 1,1–1,3. Die rundlichen, teilweise verlängerten Warzen sind bis 1 µm hoch und stellenweise über feine Linien netzartig verbunden. Die 40–50 µm langen und 10–13 µm breiten Basidien sind keulig und tragen meist vier, seltener ein oder zwei Sterigmen.
Die 40–65 µm langen und 6–10 µm breiten Cheilozystiden sind wenig zahlreich und können ganz unterschiedlich geformt sein. Sie können zylindrisch, spindelförmig, pfriemförmig sein oder an der Spitze teilweise appendikuliert sein, das heißt einen mehr oder weniger ausgeprägten Fortsatz tragen. Die Pleurozystiden sind ähnlich. Sie sind 55–120 µm lang und 7–13 µm breit und recht zahlreich. Alle Zystiden färben sich mit Sulfobenzaldehyd nicht oder nur schwach grauschwarz an.
Die Huthaut besteht aus zylindrischen, meist einfach septierten und teilweise verzweigten haarartigen Hyphenendzellen (Haaren), die 2,5–4 µm breit sind und deren Hyphenwände schwach gelatinisiert sind. Zwischen die Hyphen sind schwach keulige, 3–7 µm breite, meist unseptierte Pileozystiden eingestreut, die sich in Sulfobenzaldehyd schwach grauschwarz anfärben.

## Artabgrenzung
Nicht selten kommt am gleichen Standort auch der Orangerote Graustiel-Täubling vor. Besonders rotgefärbte Exemplare können mit dieser Art verwechselt werden. Das Fleisch und der Stiel von älteren Fruchtkörpern graut oder schwärzt, sodass die beiden Arten leicht unterschieden werden können. Außerdem fehlt dem Graustiel-Täubling die rote Tönung des Stieles und die Sporen sind größer und stärker ornamentiert.
Am gleichen Standort können auch rote Speitäublinge wachsen, die durch eine Geschmacksprobe aber leicht unterschieden werden können.

## Ökologie
Der Apfel-Täubling ist wie alle Täublinge ein Mykorrhizapilz, der mit verschiedenen Nadelbäumen eine Symbiose eingehen kann. Sein wichtigster Mykorrhizapartner ist die Fichte, gefolgt von verschiedenen Kiefernarten, seltener findet man ihn auch bei Tannen.
Der Täubling kommt häufig in feuchten und bodensauren Fichten-Tannen- und Fichtenwäldern, in moosigen Fichten- und flechtenreichen Kiefern-Forsten, in Kiefern- und Fichten-Moorwäldern, Torfmoosrasen und nur sehr selten auch in Hainsimsen-Buchenwäldern vor. Er mag frische bis nasse, teils anmoorige und extrem basen- und nährstoffarme Böden. Bei pH-Werten über 4,5 kann er bereits ausbleiben.
Die meist gesellig wachsenden Fruchtkörper erscheinen zwischen Juli und Oktober häufig zwischen Torfmoos und Heidelbeersträuchern.

## Verbreitung

Europäische Länder mit Fundnachweisen des Apfel-Täublings.
Legende:
Länder mit Fundmeldungen
Länder ohne Nachweise
keine Daten
außereuropäische Länder

Das Verbreitungsgebiet des Apfeltäublings liegt in den gemäßigten Breiten der nördlichen Halbkugel, in Nordasien (Kaukasus, Kamtschatka), Nordamerika (USA) und Europa. Im Süden kommt er von Korsika bis Rumänien, im Westen von Frankreich bis zu den Hebriden und im Osten bis Belarus vor. Im Norden ist er in ganz Fennoskandinavien bis nach Lappland verbreitet.
Die Art ist in Deutschland aus allen Bundesländern bekannt, jedoch je nach Bodenbeschaffenheit und Klima sehr unterschiedlich verbreitet. In Österreich ist sie weit verbreitet, lediglich in Wien und dem Burgenland fehlt der Täubling weitgehend. Man findet ihn besonders häufig in den Mittelgebirgen, am Alpenrand und dem Bergland zwischen 500 m und 1500 m NN, Kalkgebiete werden gemieden. Das Temperaturoptimum (Jahresdurchschnittstemperatur) des Pilzes liegt zwischen 5 und 7 °C. In der Schweiz ist der Täubling recht verbreitet, aber nicht häufig. Der Täubling kommt hier im Hügel- und besonders im Bergland vor. Der höchste Fundort lag 2090 m hoch.

## Systematik
Der deutsche Mykologe und Botaniker Max Britzelmayr beschrieb den Apfel-Täubling 1891 zum ersten Mal wissenschaftlich und gab ihm seinen heute gültigen wissenschaftlichen Namen. Das lateinische Adjektiv paludosus bedeutet sumpfig und bezieht sich auf den Standort, an dem der Apfeltäubling vorzugsweise wächst. Rolf Singer sah in dem Täubling lediglich eine Varietät des Braunen Leder-Täublings und stufte das Taxon 1923 zur Russula integra var. paludosa herab. Das Taxon wurde nach seiner Erstbeschreibung durch weitere Autoren beschrieben und benannt. Daher gibt es zahlreiche, heterotypische Synonyme: 1. Russula elatior 1901 durch Matts Adolf Lindblad, 2. Russula fragaria (1919) durch K. Kudrnas, 3. Russula integra var. rubrotincta durch den amerikanischen Mykologen Charles Horton Peck, der in den Täubling wie Singer nur eine Varietät des Braunen Leder-Täublings sah, und 4. Russula olgae 1920 durch den tschechischen Botaniker und Russula-Experten Josef Velenovský.

### Stellung innerhalb der Gattung
Der Apfeltäubling ist die Typart der Untersektion Paludosinae. Die Vertreter haben relativ große, robuste Fruchtkörper und schmecken mild. Der Hut ist meist rötlich, orange bis gelblich gefärbt. Das Sporenpulver ist ockerfarben. Das Fleisch ist unveränderlich oder wird leicht braun oder grau.

## Bedeutung
Der Apfeltäubling ist ein beliebter Speisepilz, der aber leicht mit giftigen Speitäublingen verwechselt werden kann, daher sollte die Bestimmung durch eine Geschmacksprobe abgesichert werden. Eine Verwechslung mit dem ebenfalls ähnlichen, essbaren Orangeroten Graustiel-Täubling bleibt ohne Folgen.